# Italochrysa yongshengana
Italochrysa yongshengana är en insektsart som beskrevs av C.-k. Yang et al. 1992. Italochrysa yongshengana ingår i släktet Italochrysa och familjen guldögonsländor. Inga underarter finns listade i Catalogue of Life.